# Катумаксомаб
Катумаксомаб  (торгова назва Removab) - гібридне моноклональне антитіло щурів-мишей, яке використовується для лікування злоякісного асциту, стану, що виникає у людей з метастазуючим раком. Він зв'язується з антигенами CD3 та EpCAM. Розроблений компанією Fresenius Biotech та Trion Pharma (Німеччина).

## Медичне використання
Препарат використовується для лікування злоякісного асциту у людей з EpCAM-позитивним раком, якщо стандартна терапія відсутня.   Асцит - це скупчення рідини в порожнині очеревини.
Звичайним лікуванням злоякісного асциту є прокол очеревини, для витікання накопиченої рідини. Після пункції катумаксомаб вводять шляхом внутрішньочеревної інфузії. Процедуру повторюють чотири рази протягом приблизно одинадцяти днів. Було показано, що при такому лікуванні виживання без пункції можна збільшити з 11 до 46 днів. 

## Побічні ефекти
Часті побічні ефекти включають гарячку, нудоту та блювоту. Перед застосуванням катумаксомабу гарячку та біль слід контролювати, даючи НПЗЗ, анальгетики або жарознижуючі засоби.  У ході досліджень усі побічні ефекти були повністю оборотними. Більшість було викликано вивільненням цитокінів.

## Механізм дії
Багато видів ракових клітин несуть на своїй поверхні EpCAM (молекулу адгезії епітеліальних клітин). Зв’язуючись з такою клітиною одним кінцем, з Т-лімфоцитом через інший кінець і з антигенпрезентуючою клітиною (макрофаг, натуральний кілер або дендритна клітина) через важкі ланцюги антитіла, запускається імунологічна реакція проти ракової клітини. Видалення ракових клітин з черевної порожнини зменшує пухлинне навантаження, що розглядається як причина асциту у людей з раком.   

## Хімічна будова
Катумаксомаб складається з однієї «половини» (один важкий ланцюг та один легкий ланцюг) антитіла проти EpCAM та однієї половини антитіла проти CD3, так що кожна молекула катумаксомабу може зв’язувати як EpCAM, так і CD3. Крім того, Fc-ділянка може зв'язуватися з рецептором Fc на клітинах. Через це препарат називають трифункціональним антитілом .

## Історія
Катумаксомаб був розроблений компанією Trion Pharma на основі попередньої роботи Мюнхенкського центру Гемгольца. Першим винахідником зазначений доктор Хорст Ліндхофер.  Компанія Fresenius Biotech провела клінічні випробування та подала препарат на затвердження до Європейського агентства з лікарських засобів (EMA). Він був затверджений у ЄС 20 квітня 2009 р. У 2013 році катумаксомаб був добровільно вилучений з ринку США, а в 2017 році - з ринку ЄС з комерційних причин.  Продукт не продавався в ЄС з 2014 року 